# The Longest Daycare
The Longest Daycare è un cortometraggio d'animazione del 2012 diretto da David Silverman.
Cortometraggio di 4 minuti, che ha come protagonista assoluta Maggie Simpson, una dei protagonisti della serie animata I Simpson. Il cortometraggio è.

## Trama
Marge Simpson lascia la figlioletta Maggie in un asilo. La bimba, classificata come "nulla di speciale" in seguito all'esame di un body scanner che prevede il futuro dei bambini, viene lasciata a se stessa in un'area isolata dell'asilo, insieme agli altri bambini classificati allo stesso modo. In quell'area vi è anche il nemico di Maggie, il poppante dal monociglio Gerald. Si vede il bambino che schiaccia con un martello giocattolo alcune farfalle, creando così dei quadretti alla parete. Nel frattempo Maggie trova un bruco e, vedendo in un libro a figure tridimensionali che si trasformerà in farfalla (il bruco era già racchiuso nella crisalide), inizia a scappare da Gerald, con in mano il vaso dove stava avvenendo la metamorfosi da bruco a farfalla. Maggie inciampa e, mentre la crisalide si apre ed esce la farfalla, la lancia verso una finestra aperta, ma Gerald, abbassando la tapparella, uccide la piccola bestiolina. A quel punto Marge torna a prelevare la bimba che, triste per la morte dell'insetto, vede Gerald che la saluta con aria soddisfatta. Quando il poppante alza la tapparella scopre che, prima di buttare la farfalla verso la finestra, Maggie l'aveva scambiata con il suo fiocco blu (lo stesso colore della farfalla), riuscendo così a salvarla. Alla fine si vede la farfalla che vola via, e Maggie che la saluta, mentre torna a casa.

## Riconoscimenti
Il cortometraggio è stato candidato all'edizione 2013 dei Premi Oscar, nella categoria Miglior Corto d'Animazione.

## Sequel
Sono stati prodotti episodi successivi che coinvolgono Maggie come protagonista, tra cui Senza fumo (Puffless) del 2015 e L'incredibile leggerezza dell'essere un bebè (The Incredible Lightness of Being a Baby) (stagione 31).
Il 6 marzo 2020, un nuovo cortometraggio con Maggie Simpson protagonista è chiamato Playdate with Destiny è stato presentato in anteprima con l'uscita del film Onward - Oltre la magia da Disney e Pixar con un ulteriore corto con Maggie Simpson intitolato Maggie Simpson in "Il risveglio della forza dopo il riposino" (The Force Awakens from Its Nap), pubblicato su Disney+ il 4 maggio 2021, al Star Wars Day. È il primo di una serie di cortometraggi con Maggie, incrociato con altri franchise su Disney+, per tutto il 2021.